# Palauet Belmarço
El palauet Belmarço és un edifici històric de la ciutat de Faro, a la regió de l'Algarve, a Portugal. Va ser construït a la primeria del segle XX per l'arquitecte Manuel Joaquim Norte Júnior, en estil historicista. Es considera un símbol de Faro, i va ser classificat com a Monument d'interés públic.

## Descripció
El palauet està situat al centre històric de Faro, a l'antiga freguesia da Sé, junt a una de les portes del nucli medieval de la ciutat. Fa xamfrà amb la plaça de D. Marcelino Franco, amb el carrer de José Maria Bandera, i el de Sâo Francisco.
És un important testimoni de l'arquitectura residencial burgesa, de tendència eclèctica i historicista, en el període entre la segona meitat del segle xix i la primeria del XX, i es considera el principal exemple d'arquitectura historicista de Faro. S'ha classificat com un dels edificis notables de la ciutat, i un exlibris de Faro.
El palauet es divideix en dos pisos, amb una torre que forma un tercer pis parcial. Aquesta torre, a l'oest de l'edifici, és un dels elements més visibles del conjunt. La façana principal es divideix en tres panys, cada un amb una fórmula distinta dels vans. El cos central té una porta en l'estil de Beaux-Arts al pis inferior. Aquest conjunt és part d'un arrabà decorat amb fulles d'acant. Sobre la porta principal hi ha una finestra amb motllura circular, rematada per un frontó corb, de forma doble, i ornat amb dovelles. El pany dret té a l'entresol una finestra geminada amb un pilar enmig, decorat amb una garlanda en relleu. Entre aquesta finestra i la porta principal i la finestra de la planta baixa del costat dret sobreïx una escultura d'una faç femenina, decorada amb un llaç i garlandes de flors. La torre acaba en teulades de quatre aigües, de forma troncopiramidal, oberta per finestres en mansarda, amb motllures en arc de volta perfecta.
L'interior també conté una decoració que combina l'estil historicista amb elements de l'Art Noveau, i en destaquen els dos panells de taulellets, amb data de 1916, signats per l'artista Pinto, amb dibuixos de monuments nacionals. Un altre element significatiu n'és l'escala del pis noble, amb una estructura en ferro modernista. La planta de l'edifici és rectangular, i l'àrea total de l'edifici és d'aproximadament 790 m².

## Història

### Planificació i construcció
L'edifici va ser dissenyat el 1912 per Manuel Joaquim Norte Júnior, un dels més coneguts arquitectes llavors, que a Faro també va ser responsable del Café Aliança, construït el 1908. Fou encomanat pel comerciant Manuel Belmarço, que acumulà una fortuna amb negocis de café i cereals. Les obres se'n començaren el 1912, i acabaren al 1917. La construcció s'inclou en una fase de renovació urbana de Faro, durant la qual es volia modernitzar l'aparença dels edificis, per seguir les noves tendències de Lisboa. Manuel Belmarço posseïa una casa a la capital. El Palauet Belmarço presenta algunes semblances amb altres cases de Manuel Júnior, en concret l'edifici José Maria Marques o l'edifici de l'Avinguda Defensors de Chaves, 26.

### Dècades de 1990 i 2000
El palauet fou adquirit per la Cambra Municipal de Faro el 1995 o 1996 per instal·lar-hi el futur Tribunal de la Relació de Faro, òrgan instituït el 1999. No obstant això, l'edifici fou ocupat pel Tribunal del Treball fins a 1997. Al voltant de 2000 l'ajuntament cedí l'edifici, de forma gratuïta, al Ministeri de Justícia per al Tribunal de la Relació. No obstant això, el procés d'instal·lació no avançà. D'aquesta forma, l'edifici va quedar sense ús durant anys.
La Direcció General del Patrimoni va vendre l'edifici a Estamo, empresa pública responsable del patrimoni immobiliari de l'estat a setembre de 2006. No obstant això, aquest procés va ser disputat per Faro, que inicià una acció judicial, al·legant que l'edifici s'havia comprat per al Tribunal. El resultat d'aquest procés judicial fou favorable a l'ajuntament, i es volgué reutilitzar el palauet per a fins públics, com ara la instal·lació de la Direcció Regional de Cultura de l'Algarve.

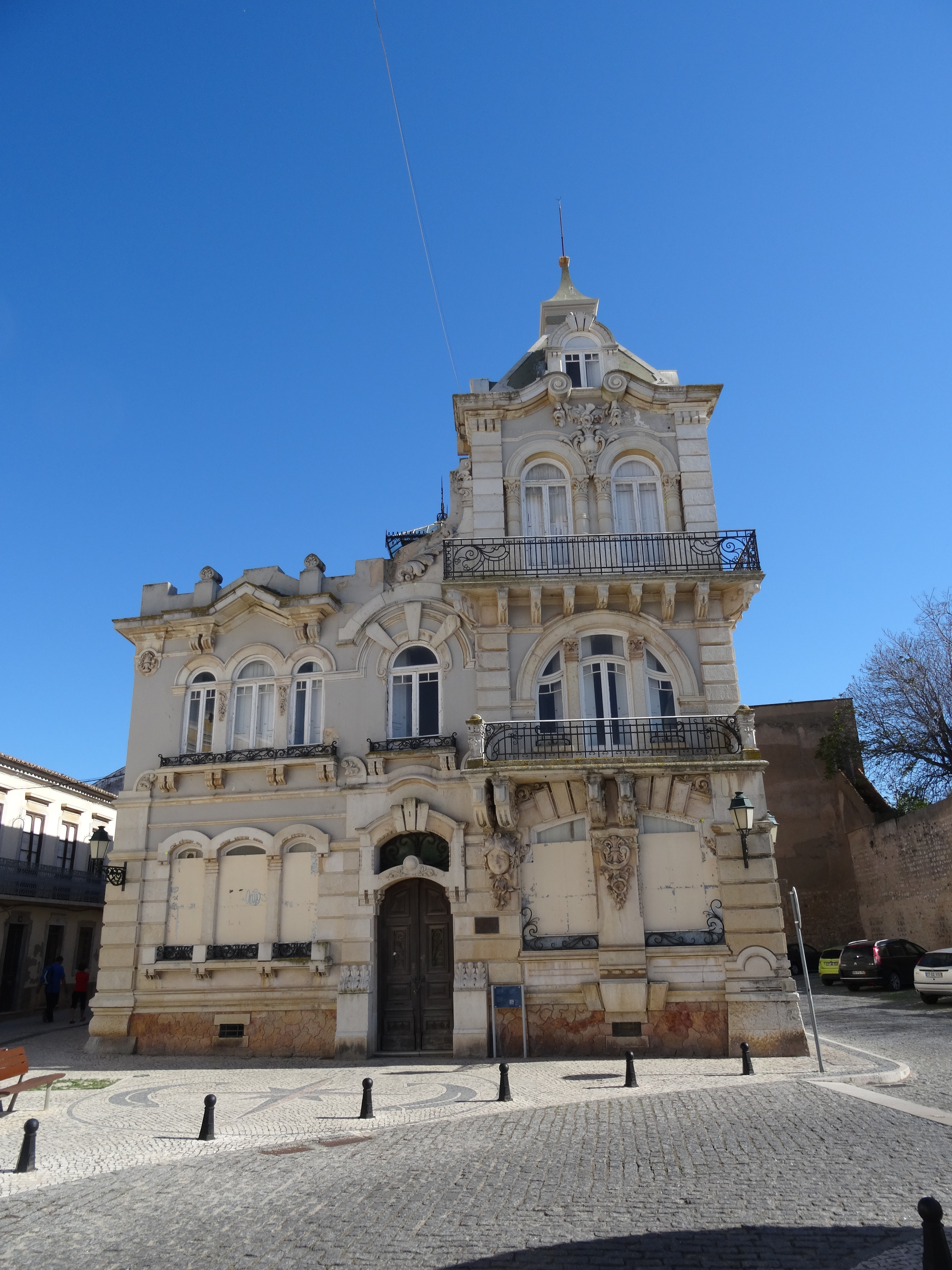
Palauet Belmarço, al 2016

### Dècada de 2010
El 3 d'abril del 2013 el palauet fou classificat com a Monument d'Interés Públic.
L'abril del 2014, Estamo posà l'immoble a la venda. A principis de setembre, es transferí a l'empresa Suburbs. El 2014, l'adquirí l'empresari Joan Rodrigues, president del Sporting Club Farense, en un procés de subhasta pública promogut pel consistori. Es van iniciar després les obres de rehabilitació de l'edifici, que presentava senyals evidents de degradació. El 26 de gener del 2018, el palauet fou visitat per membres de l'Ajuntament de Faro, com part del cicle de visites Faro Positiu, que tenia com a fi divulgar les obres en fase de consolidació.
L'edifici va ser utilitzat almenys una vegada com a escenari d'un concert, dins el programa Dies de Jazz.

## Galeria d'imatges

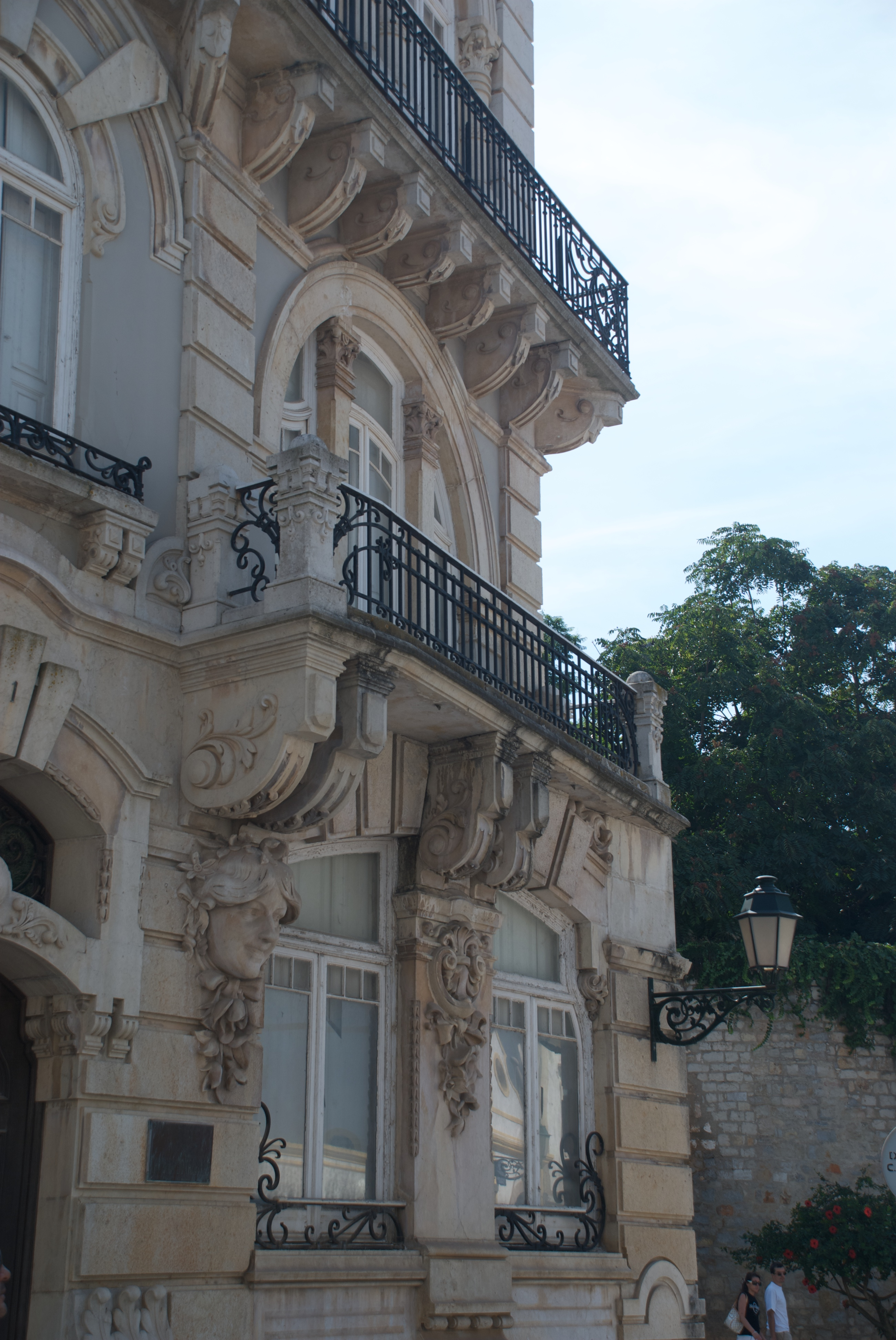
Costat oest de la façana principal
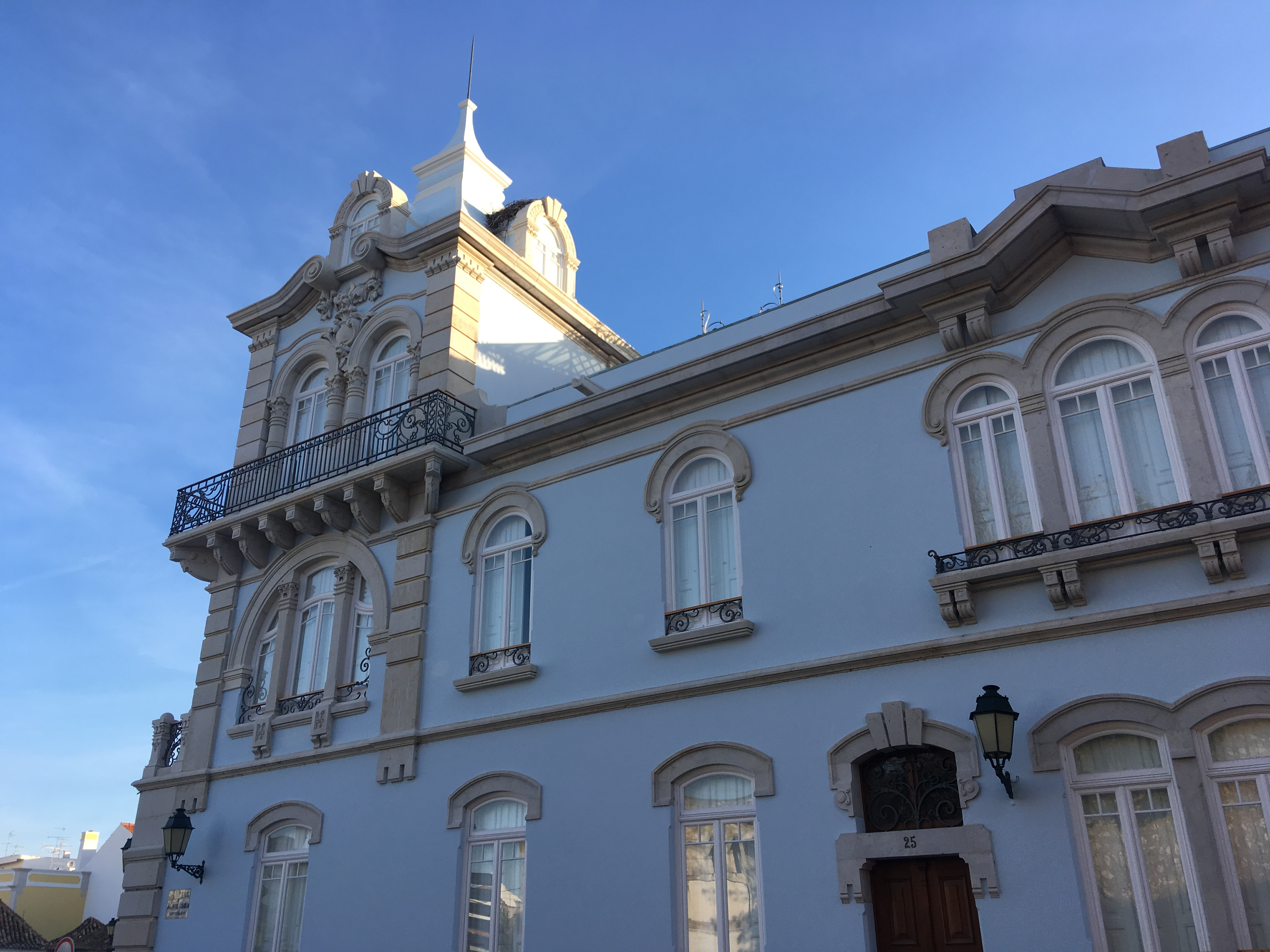
Façana cap a la rua José Maria Brandeiro
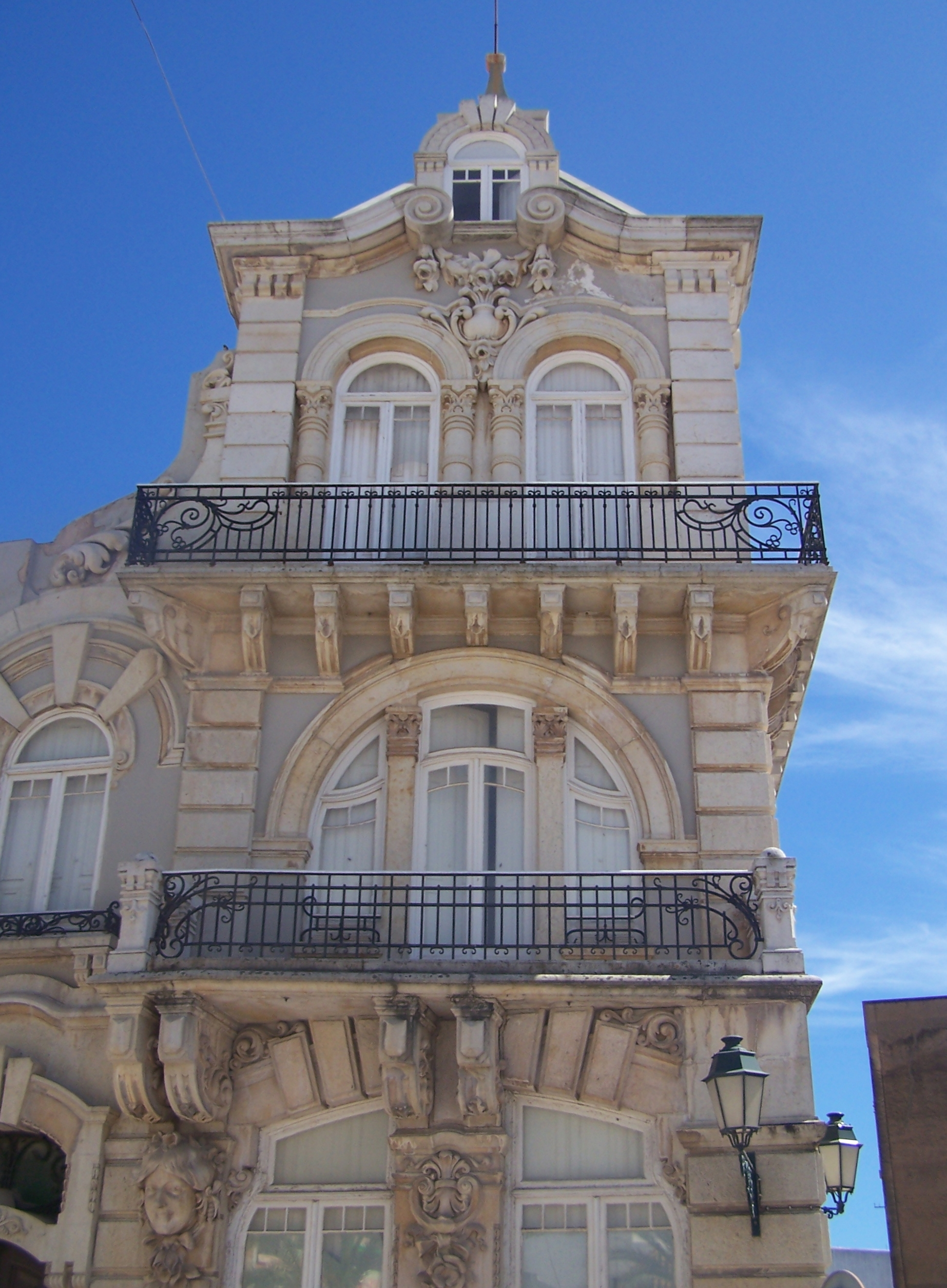
Torre al nord-oest de l'edifici
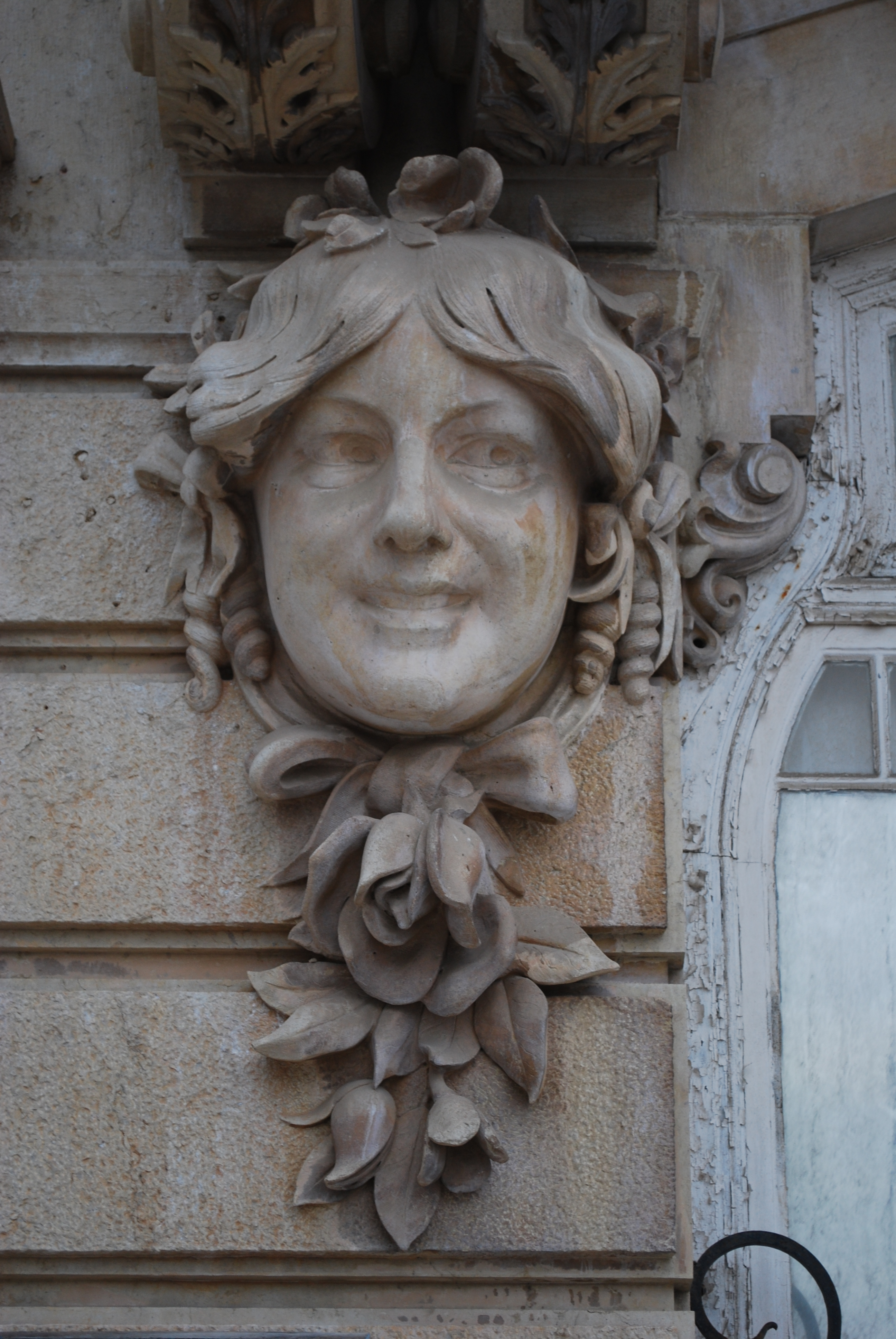
Detall de bust de la façana principal